# 齊藤治和
齊藤治和（さいとう　はるかず、1956年1月2日—）是日本福井縣出身的航空自衛隊將領、第33屆航空幕僚長（空軍參謀長）。職種為戰鬥機飛行員，航空總隊 (航空自衛隊)司令部組織改編及移轉後，擔任過首屆副司令官、及司令官等職務。

## 簡歷
- 1978年3月：防衛大学校畢業（第22期）
- 1997年1月：昇任1等空佐（上校）
- 1999年8月：航空幕僚監部防衛部防衛課防衛班長
- 2000年12月：第2航空團（日语：第2航空団）飛行群司令（大隊長）
- 2003年

3月：航空幕僚監部（空軍參謀部）人事教育部補任課長
7月：昇任空將補（少將）
- 2004年3月：第6航空團（日语：第6航空団）司令（聯隊長）兼小松飛行場司令
- 2005年7月：航空救難團（日语：航空救難団）司令
- 2006年9月：航空幕僚監部運用支援・情報部長
- 2008年8月：航空總隊司令部幕僚長
- 2009年3月：昇任空將（中將）、統合幕僚監部運用部長（日语：統合幕僚監部の人物一覧）
- 2010年7月26日：第35屆北部航空方面隊（日语：北部航空方面隊）司令官
- 2011年7月1日：初屆航空總隊副司令官
- 2012年3月26日：就任第41屆航空總隊司令官（日语：航空総隊司令官）（於同日將總司令部從府中基地（日语：府中基地）移轉至横田空军基地）
- 2013年8月22日：就任第33屆航空幕僚長（空軍上將參謀長）